# Seychellia xinpingi
Seychellia xinpingi is een spinnensoort in de taxonomische indeling van de Telemidae.
Het dier behoort tot het geslacht Seychellia. De wetenschappelijke naam van de soort werd voor het eerst geldig gepubliceerd in 2008 door Lin & S. Q. Li.